# Heteromorpha involucrata
Heteromorpha involucrata är en flockblommig växtart som beskrevs av Paul Conrath. Heteromorpha involucrata ingår i släktet Heteromorpha och familjen flockblommiga växter. Inga underarter finns listade i Catalogue of Life.